# アフリカの角の紛争一覧

アフリカの角

これはアフリカの角の紛争一覧であり、一覧にはジブチ、エリトリア、エチオピア及びソマリアを含む

## 古代
- クシュ王国とプント国[要出典] による古代エジプトの侵攻(紀元前17世紀)

## 中世と近世
- イファトのShewa征服 c. 1285
- エチオピア・アダル戦争 エチオピア帝国とアダル・スルタン国間の紛争1529-1559
- アジュラン・ポルトガル戦争 16世紀～17世紀
- Gobroon・バルデラ戦争 18世紀後半
- 第一次エチオピア戦争 イタリア王国とエチオピア帝国間の紛争 1895–1896

## 20世紀前半
- ダルヴィーシュ戦争 ダルヴィーシュ・レジスタンスと 英国、イタリア王国、エチオピア帝国、他のソマリ間の紛争 1899–1920
- 第一次世界大戦
  - 東アフリカ戦線 ドイツ帝国と英国、英連邦、ポルトガル海上帝国及びベルギー王国の紛争 1914–1918
- 第二次エチオピア戦争 イタリア王国とエチオピア帝国間の紛争 1935–1936
- 第二次世界大戦
  - 東アフリカ戦線 イタリア王国と英国、英連邦、ベルギー王国及びエチオピア帝国間の紛争 1940–1941

## 第二次世界大戦後
- エリトリア独立戦争 1961 - 1991 エリトリア解放戦線 (主にEPLF、ELF(初期)) とエチオピア帝国(1961–1974) と マルクス主義のデルグ統治のエチオピア (1974–1991)間の紛争
- Shifta War 1963-1967 ケニアのソマリ民族による分離主義反乱
- エチオピア内戦 1974-1991 デルグ (エチオピアの統治政府)と様々な反政府グループ間の紛争、反政府グループの中にはマルクス主義のエチオピアEPRP、 MEISON及びTPLF、エリトリアEPLF、ELF、君主制主義EDU (戦争の最初の段階)及びソマリWSLFが含まれており、赤色テロも起きた
- オガデン戦争 1977 - 1978　エチオピアとソマリア間の紛争
- 1982年 エチオピア・ソマリア国境紛争
- ソマリア内戦 1986–現在 
  - レストア・ホープ作戦 - 1992年12月9日 - 1993年5月4日 国連の介入
  - ソマリアの戦争 - 2006年12月20日 - 2009年1月30日 エチオピアの介入

## 冷戦後
- ジブチ内戦 1991年11月 - 1994年12月
- ハニーシュ群島紛争 (1995年) 紅海のハニーシュ群島を巡ってのイエメンとエリトリア間の紛争
- オガデンでの反乱 1995 - 進行中
  - 2007年オガデン紛争 エチオピアとオガデン民族解放戦線間の紛争
- エチオピア・エリトリア国境紛争 1998年5月6日 - 2000年5月25日 エリトリアとエチオピア間の紛争
- アフリカの角における不朽の自由作戦 2002年10月 – 現在 NATOとアルカーイダ間の紛争
- ジブチ・エリトリア国境紛争（英語版） 2008年6月10日 - 13日 エリトリアとジブチ間の紛争

## 関連リンク
- Political history of Eastern Africa (古代、中世及び近代の紛争)

総合
- ジブチの歴史
- エリトリアの歴史
- エチオピアの歴史
- ソマリアの歴史